# Tudós (fogalom)
A tudós az a személy, aki a tudománnyal foglalkozik.  Szakterületén jól képzett, ott működő megoldásokat képes kidolgozni. A Science Council szerint a tudós "rendszeresen kutat és bizonyítékot gyűjt illetve használ, hipotézist állít fel és teszteli azt, azért, hogy tudást szerezzen."
A klasszikus korban még nem volt megfelelője a modernkori tudós kifejezésnek. Abban a korban a természetfilozófiával (natural philosophy) foglalkozó személyek számítottak tudósnak. (A természetfilozófia a természettudomány egyik ágazata.) A tudós fogalma a tizenkilencedik században alakult ki, miután William Whewell teológus, filozófus és tudomány történész megalkotta ezt a kifejezést.
A tudósok szerepe sokat változott az idők során. Azonban a tudós, mint állás, csak a tizenkilencedik században lett fontos állás.